# Женская сборная Албании по волейболу
Женская национальная сборная Албании по волейболу (алб. Volejbollit për femra kombëtare të Shqipërisë) — представляет Албанию на международных соревнованиях по волейболу. Управляющей организацией выступает Албанская федерация волейбола (Federata Shqiptare e Volejbollit — FSHV).

## История
Волейбол появился в Албании в 1923 году, когда новая игра была продемонстрирована в одном из колледжей Тираны. Затем в волейбол стали играть и в других городах страны, но серьёзное развитие этого вида спорта началось только после окончания второй мировой войны. В 1946 прошли первые чемпионаты Албании среди мужских и женских команд. В том же году была образована Албанская федерация волейбола, а в 1949 она вступила в ФИВБ.
Дебют женской сборной Албании на международной арене состоялся в 1947 году на Балканском и Центральноевропейском чемпионате, который принимала Тирана. Албанские волейболистки уступили во всех четырёх сыгранных на турнире матчах и заняли последнее (5-е) место. После этого женская сборная страны не формировалась 25 лет. Лишь в 1972 и 1975 она провела несколько товарищеских матчей с национальной командой Китая, а в 1976 году вновь участвовала в Балканском чемпионате и стала 4-й. В 1980-м на аналогичном соревновании волейболистки Албании стали бронзовыми призёрами турнира.
Период второй половины 1980-х—начала 1990-х годов стал для женского албанского волейбола наиболее успешным за все годы, что было связано в повышенным вниманием к этому виду спорта в стране и постепенно смягчавшейся политикой фактической самоизоляции Албании на международной, в том числе спортивной, арене. В 1986 сборная Албании после 5-летнего перерыва вновь приняла участие в чемпионате Балканских стран и стала бронзовым призёром соревнований. Через год албанские волейболистки неожиданно выиграли золотые медали на проходивших в Сирии Средиземноморских играх, а в 1988 на домашнем Балканском чемпионате завоевали «серебро», уступив первенство лишь в последний день турнира, проиграв в пяти сетах болгаркам.
В 1990 году впервые в число призёров Кубка европейских чемпионов вошла команда из Албании. Бронзовым призёром главного клубного турнира «старого света» стал лидер албанского женского волейбола тиранское «Динамо». Именно на основе многократного чемпиона страны формировалась и сборная Албании лучшего периода своего существования. В том же (1990-м) году на проходившем в Болгарии очередном Балканском чемпионате албанские волейболистки уверенно выиграли «золото». Лучшим игроком турнира была признана албанка Мимоза Ибрахими.
Через год сборная страны впервые подала заявку на участие в чемпионате Европы и смогла преодолеть квалификацию, победив в своей отборочной группе сборные Австрии и Швеции и уступив лишь одному из лидеров европейского женского волейбола — сборной Чехословакии. На самом же первенстве Европы, прошедшем в сентябре—октябре 1991 года в Италии, албанские волейболистки не блеснули, проиграв все свои 5 матчей.
После 1992 года уровень албанского волейбола стал опускаться всё ниже и ниже, что в первую очередь связано с финансовым кризисом, постигшим этот вид спорта в стране. За период с 1993 по 2004 женская албанская сборная ограничивалась лишь участием в Средиземноморских играх (дважды) и товарищеских турнирах. Лишь в 2005 волейболистки страны впервые в своей истории пытались квалифицироваться на чемпионат мира. В дальнейшем сборная Албании ещё дважды участвовала в отборочных турнирах мировых первенств и дважды — европейского, но безуспешно.

## Результаты выступлений и составы

### Чемпионаты мира
Сборная Албании принимала участие в трёх отборочных турнирах чемпионатов мира.
- 2006 — не квалифицировалась
- 2010 — не квалифицировалась
- 2014 — не квалифицировалась

- 2006 (квалификация): Амарилда Пренга, Мерлин Фагу, Эдлира Хуки, Вера Кавая, Альма Кавааи, Анила Ходжа, Юнида Шолло, Марсела Чаллеку, Дениса Чарчани, Йонида Соллаку, Геральда Нели, Рубена Сукай. Тренер — Крешник Тартари.
- 2010 (квалификация): Амарилда Пренга, Борана Бегичи, Ива Джиджа, Кледа Шкурти, Синди Мизаку, Нариса Куки, Клонарда Незай, Арьола Пренга, Рубена Сукай, Эсмеральда Туци, Энкеледа Брахо, Джозафа Сейфуллаи. Тренер — Хасан Гурабарди.
- 2014 (квалификация): Мальвина Туци, Эсмеральда Туци, Ива Джиджа, Кледа Шкурти, Ана Гьелай, Клонарда Незай, Эрблира Бици, Сава Така, Ромина Матоши, Энкеледа Брахо, Джозафа Сейфуллаи. Тренер — Хасан Гурабарди.

### Чемпионаты Европы
Сборная Албании принимала участие в трёх чемпионатах Европы (квалификация и основной турнир).
- 1991 — 11—12-е место
- 2009 — не квалифицировалась
- 2019 — не квалифицировалась

- 2009 (квалификация): Борана Бегичи, Ива Джиджа, Кледа Шкурти, Клонарда Незай, Арьола Пренга, Рубена Сукай, Эсмеральда Туци, Джозафа Сейфуллай, Эдлира Хуци, Дорина Хюсенбелли, Геральда Нели, Амарилда Сийони, Энкеледа Брахо, Джозафа Сейфуллаи, Нерда Тоска. Тренер — Адриан Горенца.
- 2019 (квалификация): Эрблира Бици, Сара Хаску, Амела Кьершиа, Эни Фагу, Кейси Шира, Цезарина Джека, Антонета Молла, Сава Така, Фатбарда Пицаку, Элиса Бешири, Элена Бего, Артиола Реджепи, Йоана Куши, Мальвина Туци, Ливия Шехи, Изабела Додани. Тренер — Алтин Мартири.

### Евролига
Сборная Албании принимала участие в трёх розыгрышах Евролиги.
- 2016 — 10—12-е место
- 2017 — 7—9-е место
- 2018 — 15-е место (3-е в Серебряной лиге)

- 2016: Эрблира Бици, Сава Така, Эсмеральда Туци, Синди Марина, Цезарина Джека, Эни Фагу, Ромина Матоши, Эния Агай, Клонарда Незай, Арьола Пренга, Джозафа Сейфуллай, Эргиса Блоку, Амарилда Пренга-Сийони, Димитра Коле, Блеона Мечорапай. Тренер — Алтин Мартири.
- 2017: Эрблира Бици, Эсмеральда Туци, Амела Кьершиа, Мария Саде, Йоана Куши, Ромина Матоши, Синди Марина, Эргиса Бллоку, Арьола Пренга, Сава Така, Джозафа Сейфуллай, Артиола Реджепи, Мадона Улай, Амарилда Пренга-Сийони. Тренер — Алтин Мартири.
- 2018: Эрблира Бици, Эсмеральда Туци, Цезарина Джека, Синди Марина, Арьола Пренга, Сава Така, Фатбарда Пицаку, Джозафа Сейфуллай, Артиола Реджепи, Йоана Куши, Амарилда Сийони-Пренга, Мальвина Туци, Ливия Шехи, Изабела Додани. Тренер — Алтин Мартири.

### Средиземноморские игры
| - 1975 — не участвовала - 1979 — не участвовала - 1983 — не участвовала - 1987 — 1-е место - 1991 — 4-е место - 1993 — не участвовала | - 1997 — 8-е место - 2001 — 9-е место - 2005 — 7-е место - 2009 — 8-е место - 2013 — не участвовала - 2018 — 9—12-е место |

- 1987: Эмануэла Аджани, Аги Бабули, Эва Дуни, Лулезиме Дука, Мимоза Дуле, Мимоза Ибрахими, Эгла Мичо, Ингрид Мурзаку, Эла Тасе, Фауста Тоска. Тренер — Крешник Тартари.
- 2005: Дорина Лапардоти, Геральда Нели, Амарилда Пренга, Йонида Соллаку, Рубена Сукай, Мерлин Фагу, Анила Ходжа, Эдлира Хуци, Марсела Чаллеку, Дениса Чарчани, Юнида Шолло. Тренер — Крешник Тартари.
- 2009: Энкеледа Брахо, Ива Джиджа, Нариса Куци, Синди Мизаку, Клонарда Незай, Амарилда Пренга, Арьола Пренга, Джозафа Сейфуллай, Рубена Сукай, Эсмеральда Туци, Дорина Хюсенбелли, Кледа Шкурти. Тренер — Хасан Гурабарди.
- 2018: Эрблира Бици, Цезарина Джека, Изабела Додани, Йоана Куши, Синди Марина, Фатбарда Пицаку, Артиола Реджепи, Джозафа Сейфуллай, Сава Така, Мальвина Туци, Эсмеральда Туци, Кейси Шира. Тренер — Алтин Мартири.

### Балканиада
| - 1946 — не участвовала - 1947 — 5-е место - 1948 — не участвовала - 1971 — не участвовала - 1972 — не участвовала - 1973 — не участвовала - 1974 — не участвовала - 1975 — не участвовала - 1976 — 4-е место - 1978 — не участвовала - 1979 — 3-е место | - 1980 — 3-е место - 1981 — не участвовала - 1982 — не участвовала - 1983 — не участвовала - 1984 — не участвовала - 1985 — не участвовала - 1986 — 3-е место - 1988 — 2-е место - 1990 — 1-е место - 1992 — 4-е место |

- 1990: Эмануэла Аджани, Аги Бабули, Алькета Дочи, Лулезиме Дука, Мимоза Дуле, Эва Дуни, Мимоза Ибрахими, Майлинда Касе, Эгла Мичо, Йоргета Кирици, Доника Штука, Эла Тасе. Тренер — Крешник Тартари.

## Состав
Сборная Албании в 2019 году (квалификация чемпионата Европы (январь 2019))
| №  | Имя, фамилия    | Год рождения | Рост | Амплуа      | Клуб                    |
| -- | --------------- | ------------ | ---- | ----------- | ----------------------- |
| 2  | Сара Хаску      | 1999         | 182  | центральная | «Лугано»                |
| 4  | Амела Кьершиа   | 2000         | 170  | связующая   | «Влазния» Шкодер        |
| 5  | Эни Фагу        | 1995         | 170  | либеро      | «Партизани» Тирана      |
| 7  | Цезарина Джека  | 1988         | 170  | связующая   | «Партизани» Тирана      |
| 8  | Антонета Молла  | 1999         | 180  | нападающая  | «Влазния» Шкодер        |
| 13 | Фатбарда Пицаку | 1996         | 187  | нападающая  | «Барлети Воллей» Тирана |
| 14 | Элиса Бешири    | 2000         | 180  | нападающая  | «Партизани» Тирана      |
| 15 | Элена Бего      | 1994         | 182  | нападающая  | «Скендербеу» Корча      |
| 16 | Артиола Реджепи | 2000         | 185  | нападающая  | «Партизани» Тирана      |
| 17 | Йоана Куши      | 1999         | 182  | центральная | «Тирана»                |
| 20 | Ливия Шехи      | 1998         | 170  | либеро      | «Тирана»                |
| 21 | Изабела Додани  | 2002         | 175  | нападающая  | «Влазния» Шкодер        |

Клубы приведены по состоянию на окончание сезона 2018—2019.
- Главный тренер — Алтин Мартири.
- Тренеры — Роланд Тарья, Дашамир Брари.